# Gran Premio motociclistico d'Argentina 1962
Il Gran Premio motociclistico d'Argentina fu l'ultimo appuntamento del motomondiale 1962.
Si svolse il 14 ottobre 1962 presso il circuito di Buenos Aires. Quattro le classi in programma: 50, 125, 250 e 500.
Per il secondo anno consecutivo fu l'unica gara del Mondiale a svolgersi al di fuori d'Europa, e una serie di circostanze fece sì che si vide una scarsa presenza di piloti ufficiali: a questo punto del campionato solo uno dei titoli in palio non era ancora stato assegnato, quello della classe di minor cilindrata, e solo le squadre direttamente interessate alla questione, Suzuki e Kreidler, si presentarono in Sudamerica con le squadre ufficiali. A ciò andavano aggiunte le problematiche dei costi della trasferta oltre oceano e la scarsa appetibilità dei premi messi in palio.
La lotta per il primo titolo della 50 (classe aggiunta proprio quest'anno) si risolse infine con la vittoria dell'iride da parte di Ernst Degner (secondo al traguardo del GP) e quella della gara da parte del suo compagno di squadra alla Suzuki Hugh Anderson. Quest'ultimo si impose anche nella 125 mentre la 250 vide il successo di Arthur Wheeler su Moto Guzzi e la classe regina quella del pilota di casa Benedicto Caldarella su una Matchless.

## Classe 500
Furono solo 12 i piloti presenti al via e di questi solo 6 vennero classificati al termine della prova.

### Arrivati al traguardo
| Pos. | Pilota               | Moto      | Tempo      | Punti |
| ---- | -------------------- | --------- | ---------- | ----- |
| 1    | Benedicto Caldarella | Matchless | 1h 11:14.6 | 8     |
| 2    | Juan Salatino        | Norton    | + 0.2      | 6     |
| 3    | Eduardo Salatino     | Norton    | +1:09.2    | 4     |
| 4    | Pablo Gamberini      | Matchless | + 5 giri   | 3     |
| 5    | Amleto Pomesano      | Norton    | + 7 giri   | 2     |
| 6    | Manuel Soler         | Norton    | + 7 giri   | 1     |

### Ritirati
| Pilota              | Moto       | Motivo ritiro |
| ------------------- | ---------- | ------------- |
| Bert Schneider      | Norton     |               |
| Arthur Wheeler      | Moto Guzzi |               |
| Raúl Villaveiran    | Norton     |               |
| Horacio Costa       | Matchless  |               |
| Juan Carlos Perkins | Norton     |               |
| Jorge Kissling      | Matchless  |               |

## Classe 250
La mancanza di gran parte dei piloti e delle squadre ufficiali fece sì che si assistette ad una classifica finale piuttosto particolare: nelle posizioni a punti si trovano 6 case motociclistiche diverse, con vittoria di una Moto Guzzi che si era ritirata dalle competizioni già anni prima dopo il patto di astensione. Al secondo posto si trova anche un pilota pluriiridato ma ormai ufficialmente ritirato: Umberto Masetti, trasferito ormai in Cile disputò questa corsa proprio con una licenza di tale paese.
Un'altra particolarità è quella che il pilota vincitore Arthur Wheeler ottenne la vittoria all'età di 46 anni e 70 giorni, battendo il record precedente di pilota più anziano a farlo, record detenuto fino a quel momento da Hermann Paul Müller.

### Arrivati al traguardo (posizioni a punti)
| Pos. | Pilota           | Moto       | Tempo     | Punti |
| ---- | ---------------- | ---------- | --------- | ----- |
| 1    | Arthur Wheeler   | Moto Guzzi | 56'52"800 | 8     |
| 2    | Umberto Masetti  | Morini     | + 2" .4   | 6     |
| 3    | Raúl Kaiser      | NSU        | + 1 giro  | 4     |
| 4    | Jorge Ternengo   | Ducati     | + 4 giri  | 3     |
| 5    | Carlos Marfetan  | Parilla    | + 5 giri  |       |
| 6    | Enrique Dietrich | Aermacchi  | + 12 giri |       |

## Classe 125
Per la prima volta apparve nelle classifiche del mondiale il nome di un'altra casa motociclistica giapponese, la Tohatsu, destinata però ad avere una vita breve nel comparto motociclistico.

### Arrivati al traguardo (posizioni a punti)
| Pos. | Pilota            | Moto    | Tempo      | Punti |
| ---- | ----------------- | ------- | ---------- | ----- |
| 1    | Hugh Anderson     | Suzuki  | 56'25"200  | 8     |
| 2    | Raúl Kissling     | DKW     | + 1'11"600 | 6     |
| 3    | Mitsuo Itoh       | Suzuki  | + 1 giro   | 4     |
| 4    | Limburg Moreira   | Bultaco | + 3 giri   | 3     |
| 5    | Marzillo Chizzini | Bultaco | + 3 giri   | 2     |
| 6    | Pedro Rosenthal   | Tohatsu | + 4 giri   | 1     |

## Classe 50
A Ernst Degner bastava un secondo posto per essere sicuro del raggiungimento del titolo mondiale.

### Arrivati al traguardo (posizioni a punti)
| Pos. | Pilota               | Moto     | Tempo | Punti |
| ---- | -------------------- | -------- | ----- | ----- |
| 1    | Hugh Anderson        | Suzuki   |       | 8     |
| 2    | Ernst Degner         | Suzuki   |       | 6     |
| 3    | Hans-Georg Anscheidt | Kreidler |       | 4     |
| 4    | Mitsuo Itoh          | Suzuki   |       | 3     |
| 5    | Jan Huberts          | Kreidler |       | 2     |
| 6    | Günter Beer          | Kreidler |       | 1     |